# Ribeiro do Vale
Ribeiro do Vale é um distrito do município brasileiro de Guararapes, no interior do estado de São Paulo.

## História

### Formação administrativa
- Distrito criado pelo Decreto-Lei n° 14.334 de 30/11/1944, com o povoado do mesmo nome mais terras dos distritos sedes de Guararapes, Valparaíso e Araçatuba[3].

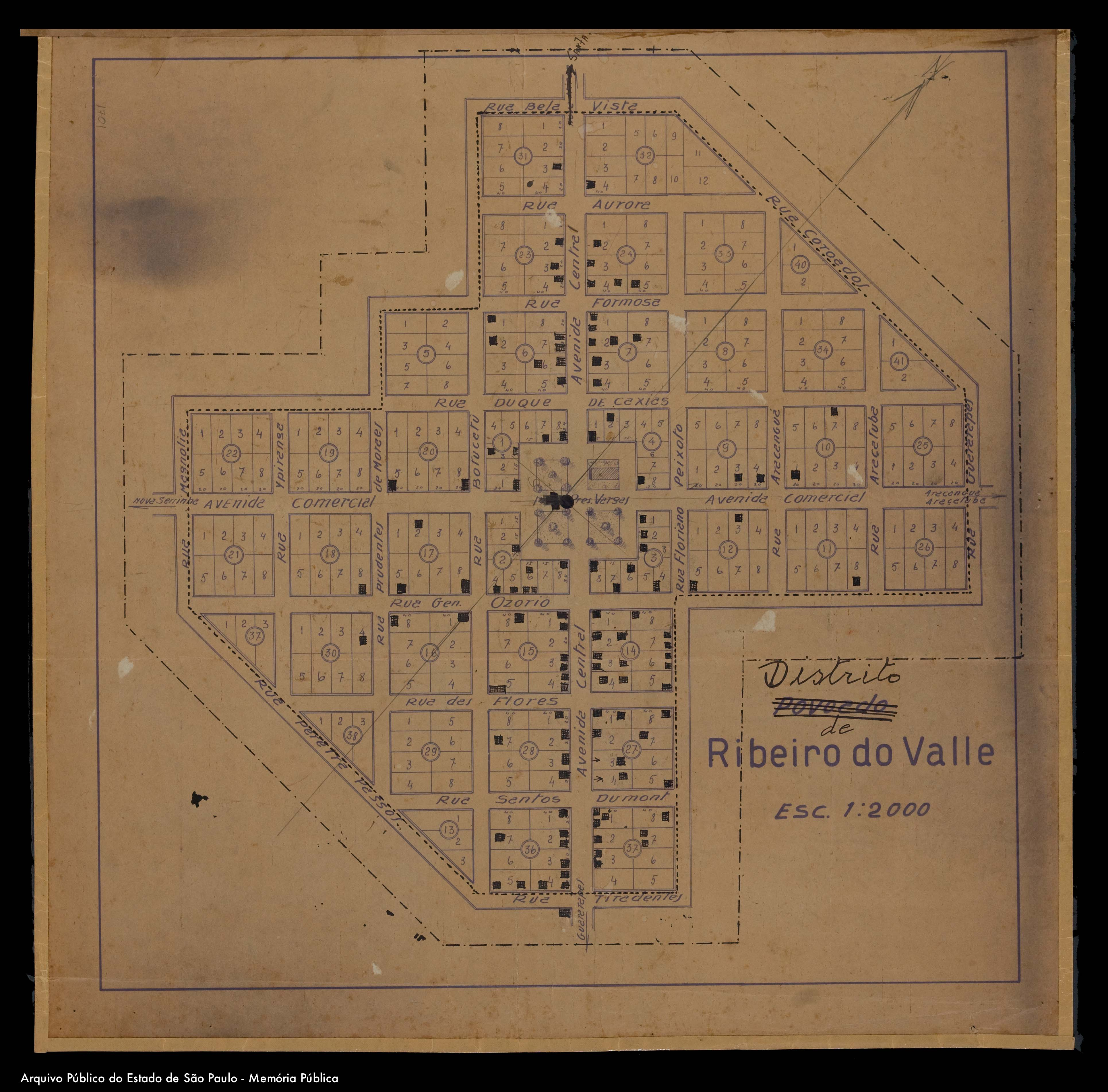
Planta da área urbana original.

## Geografia

### Demografia

#### População urbana
| Crescimento população urbana | Crescimento população urbana | Crescimento população urbana | Crescimento população urbana |
| Censo                        | Pop.                         |                              | %±                           |
| ---------------------------- | ---------------------------- | ---------------------------- | ---------------------------- |
| 1950                         | 414                          |                              | —                            |
| 1960                         | 87                           |                              | −79,0%                       |
| 1970                         | 57                           |                              | −34,5%                       |
| 1980                         | 86                           |                              | 50,9%                        |
| 1991                         | 93                           |                              | 8,1%                         |
| 2000                         | 66                           |                              | −29,0%                       |
| 2010                         | 61                           |                              | −7,6%                        |
| Fonte: IBGE e Fundação SEADE |                              |                              |                              |

#### População total
Pelo Censo 2010 (IBGE) a população total do distrito era de 172 habitantes.

### Área territorial
A área territorial do distrito é de 146,945 km².

### Rodovias
O principal acesso a Ribeiro do Vale é a estrada vicinal (sem asfalto) que liga o distrito a Guararapes.

## Serviços públicos

### Registro civil
Atualmente é feito na sede do município, pois o Cartório de Registro Civil das Pessoas Naturais do distrito foi extinto pelo  Tribunal de Justiça do Estado de São Paulo, e seu acervo foi recolhido ao cartório do distrito sede.

### Saneamento
O serviço de abastecimento de água é feito pela prefeitura de Guararapes.

### Energia
A responsável pelo abastecimento de energia elétrica é a CPFL Paulista, distribuidora do grupo CPFL Energia.

## Religião

### Igreja Católica
- A paróquia local faz parte da Diocese de Araçatuba[13].